# Парфянський похід Марка Антонія
Парфянський похід Марка Антонія — невдала військова компанія Марка Антонія проти Парфії у 40—33 роках до н. е.

## Передумови
Гай Юлій Цезар, здобувши перемогу у громадянській війні, планував похід до Парфії після укладення миру з даками. Однак 44 року до н. е. він був убитий в результаті змови, не встигнувши здійснити свій задум. Наступного року було утворено другий тріумвірат, до складу якого входили Октавіан Август, Лепіда та Марк Антоній.
Убивці Цезаря були розгромлені тріумвірами в битві при Філіппах. Невдовзі після цього син Гнея Помпея Секст Помпей повстав на Сицилії. Тоді Парфія напала на контрольовану Римом Юдею й Сирію. Первосвященик і правитель Юдеї Гіркан був повалений, зазнав тортур і був відправлений у полон до Селевкії, а на престол первосвященика вступив пропарфянськи налаштований Антигон. В Анатолії парфяни в союзі з Квінтом Лабієном, сином противника Цезаря Тита Лабієна, проникли глибоко до провінцій Республіки та розгромили римське військо.

## Перебіг війни

### Кампанія Вентідія Басса 39-38 років до н.е.
Командувач римської армії Вентідій Басс несподівано підійшов до Тавру й виступив проти Лабієна. Залишаючись на височині та вдаючи слабкість свого війська, він прагнув позбавити парфян можливості використати кінноту. В битві Вентідій здобув цілковиту перемогу, Лабієн утік. 
Вентідій, влаштувавши засідку, спрямував кінноту Помпедія Сілона на гору Аман, але там загін Сілона атакував парфянський полководець Фарнапат. Сілон удався до хибного відступу, Вентідій прийшов на допомогу Сілону, атакував з флангу та розгромив Фарнапата, який у тій битві загинув.
Після цієї перемоги Вентідій заволодів майже всією Сирією. Збираючи кошти, він прибув до Юдеї та розбив табір біля Єрусалима, жадаючи від Ірода допомоги проти парфян. 
За ці дві перемоги над парфянами сенат призначив Марку Антонію тріумфальні молебни (формально Вентідій вважався його легатом). Цю вкрай успішну для римлян кампанію 38 року, на жаль, багато джерел згадують коротко. Найдокладнішою є оповідь Діона Кассія, а на деякі військові хитрощі звертав увагу Фронтін. 
Тим часом, царевич Пакор I готувався до походу на Сирію. Тоді Вентідій у бесіді з місцевим аристократом Ханнеєм розповів, що більше всього остерігається того, що парфяни перейдуть Євфрат біля міста Зевгма (при тому він знав, що Ханней співчував парфянам і повідомить ті відомості Пакору). Парфяни витратили понад 40 днів, щоб навести мости для переправи у тому місці біля Зевгми і Вентідій скористався цим часом, щоб зібрати війська. Відповідно до Флора, парфян було понад 20 тисяч, що надавало їм чисельну перевагу. Вентідій удав слабкість і нечисельність римлян і змусив ворога підійти ближче до табору. Так він прагнув уникнути парфянських стріл. Коли ворог був лише за 500 кроків, несподівана атака важкоозброєних римлян призвела до цілковитого розгрому парфян. Пакор загинув у бою.
Після тієї катастрофи старий парфянський цар Ород II був убитий своїм пасинком Фраатом IV, який зійшов на трон під іменем Аршака XV, а Парфія була змушена повернути кордони до річки Євфрат. Марк Антоній зрештою прибув на схід для завершення облоги Самосати, втім, оскільки це тривало недовго, він вирішив прийняти капітуляцію правителя Коммагени, отримавши 300 талантів срібла. Після того Вентідій Басс виїхав до Рима, щоб відсвяткувати заслужений тріумф, а Антоній перезимував в Афінах, плануючи нову кампанію.

### Похід Марка Антонія 36 року до н. е.
36 року до н. е. Марк Антоній висунув проти Парфії 100-тисячну армію. Війська були зосереджені біля Євфрату, навпроти Межиріччя. Антоній рушив у бік столиці Парфії — Ктесифона. Відповідно до плану військо мало обійти месопотамську рівнину, де парфянська кіннота легко маневруючи, могла знищити піхоту, а також лучників. Військо рушило в обхід через Вірменію. Антоній не дав відпочити війську після тривалого маршу і вступив до Атропатени. Доручивши охорону інженерних машин, які сильно вповільнювали просування армії, 10-тисячному конвою під командуванням Стаціана, він вирушив уперед для облоги міста Фраати, де перебували дружина й дочка мідійського царя Артавазда. Парфяни, довідавшись про розділення римської армії, відрядили сильний загін кінноти, який частково перебив, частково взяв у полон римський конвой (Стаціан загинув), а парк машин для облоги знищив повністю. Римське військо втратило бойовий дух, а Артавазд Вірменський відмовився продовжувати похід разом з римлянами, пішовши зі своїм військом до Вірменії.
Тим часом Антоній вирушив із 10 легіонами шукати провіант й успішно відбивав напади парфян. Успіх, однак, був нетривалим. Насправді втрати римлян перевищували втрати парфян. Повернувшись до табору, Марк Антоній покарав тих, хто не брав участі в битві. Все це не могло не породжувати невдоволення в лавах римської армії, що була виснажена. Зрештою, восени Антоній уклав мир із Парфією й повернувся за Євфрат. Армія зазнала величезних втрат від голоду, спеки й битв. Кампанія проти Парфії завершилась цілковитим провалом. Загинуло понад 35 000 осіб.

### Похід до Вірменії
Марк Антоній був невдоволений відмовою вірменського царя Артавазда від допомоги римлянам, тому він вирішив підкорити їх новим походом. Союзником Антонія став цар Артавазд Мідійський (Атропатенський), який посварився з парфянами та сподівався отримати владу над частиною Вірменії. Римське військо несподівано з'явилось у Вірменії. Антоній зміг заманити Артавазда до свого табору ніби для перемовин і захопити його. Арташат був розграбований. Серед іншого були вивезені золота статуя богині Анаїт і безліч інших скарбів.
Артавазд був вивезений до Єгипту та проведений як бранець у тріумфальній ході римського полководця, а потім, через 3 роки, йому відтяли голову. Після загибелі Артавазда на престол зійшов його син Арташес II, війська якого винищили римські гарнізони, залишені Антонієм у Вірменії.

## Наслідки
Антоній повернувся до Єгипту й відсвяткував тріумф на вулицях Александрії, а не в Римі. Це спричинило остаточний розрив з Октавіаном, який оголосив Антонія ворогом Республіки й римського народу. Невдовзі почалась громадянська війна, після поразки в якій Марк Антоній загинув, намагаючись знайти притулок у Єгипті. Після того Октавіан став одноосібним правителем та уклав мир з Парфією, отримавши назад мирним шляхом усі штандарти, які були відбиті у Красса 53 року до н. е.